# Dalton-on-Tees
Dalton-on-Tees – wieś w Anglii, w hrabstwie North Yorkshire, w dystrykcie (unitary authority) North Yorkshire. Leży 64 km na północny zachód od miasta York i 342 km na północ od Londynu.